# Жіночий бокс

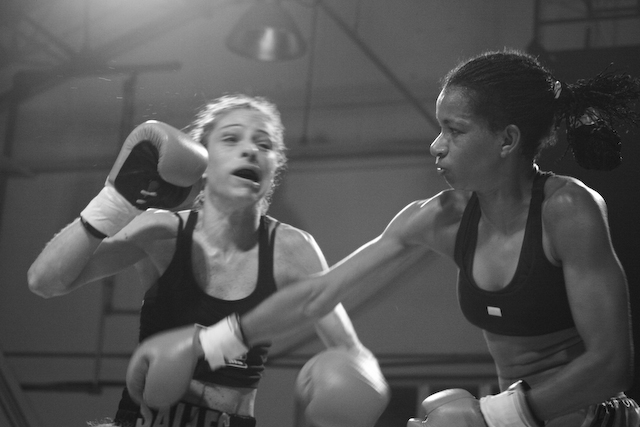

Жіночий бокс як спорт з'явився вперше на Олімпійських іграх на демонстраційному бої в 1904. Однак протягом XX століття цей вид спорту був заборонений у багатьох країнах. Відродження жіночого боксу пов'язано зі Шведською Асоціацією боксерів-любителів, яка санкціонувала змагання для жінок у 1988. Аналогічна британська асоціація санкціонувала перші жіночі змагання в 1997.
13 серпня 2009 Міжнародний олімпійський комітет ухвалив рішення включити жіночий бокс у програму Лондонської Олімпіади-2012.

## Історія жіночого боксу

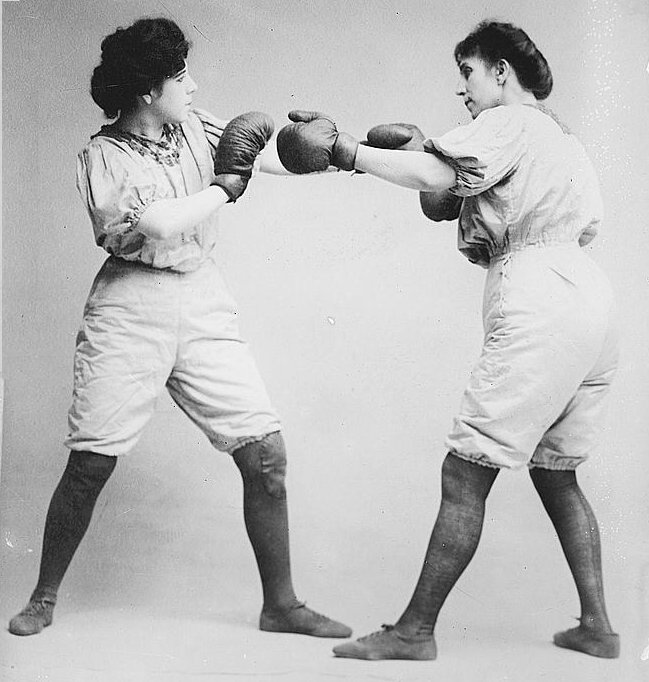

Перші згадки про жіночі боксерські поєдинки сягають початку 18 століття. Причому за впертістю і травматичності вони анітрохи не поступалися боям за участю боксерів-чоловіків. Практикувалися жіночі призові бої і в пізніший час. 1904 року жіночий бокс був навіть включений у дослідну програму Олімпійських ігор в Сент-Луїсі. Але до недавнього часу поєдинки між жінками-боксерами проводилися нерегулярно і сприймалися швидше як екзотичне шоу, ніж серйозне спортивне єдиноборство.
Справжнє визнання жіночого боксу почалося в 1990-і роки. 1988 року Швеція стала першою у світі країною, де пройшли змагання з жіночого боксу, санкціоновані національною федерацією. 1994 року жіночий бокс офіційно визнала Міжнародна асоціація аматорського боксу (AIBA), в Асоціації була створена спеціальна підкомісія. Три роки по тому в Греції відбулися перші міжнародні змагання з жіночого любительського боксу.
Нині у світі щорічно проходить декілька великих міжнародних аматорських турнірів. У квітні 2001 року у Франції відбувся перший чемпіонат Європи за участю 78 спортсменок з 14 країн, а в грудні 2001 року в США дебютував чемпіонат світу (125 учасниць з 33 країн). Обидва цих турніри (як і більшість інших міжнародних змагань) пройшли під знаком явної переваги збірної Росії, яка стала переможницею в командному заліку.
Професійний жіночий бокс вперше привернув увагу широкої аудиторії в березні 1996 року: поєдинку Майк Тайсон — Френк Бруно передував бій за участю самої «розкрученої» на той момент боксерші Кристі Мартин, і його побачили понад мільйон телеглядачів. За загальним визнанням, азартний і безкомпромісний жіночий поєдинок виявився набагато видовищнішим за швидкоплинний і невиразний «головний номер» спортивного вечора. Бій Кристі Мартин з Дідро Гогарті розглядається багатьма як день народження сучасного професійного жіночого боксу.
Популярності жіночих боїв сприяв і прихід на професійний ринг цілої групи дочок найвідоміших боксерів, таких, як Лейла Алі, Фріда Формен, Джеки Фрезер-Лайд та інших. Щоправда, нестача кваліфікованих боксерш — передусім у важких вагових категоріях, — призводить до того, що часто бої закінчуються достроково, за явної переваги однієї з суперниць. Саме з цієї причини деякі міжнародні організації професійного жіночого боксу поки не включають «важковаговиць» у свої рейтинги.
В останні роки цей вид спорту отримав таке широке поширення, що неодноразово порушувалося питання про включення його в програму Олімпійських ігор. У квітні 2009 року в Парижі відбулося засідання комісії Міжнародної асоціації аматорського боксу (AIBA) з жіночого боксу, за підсумками якого були підготовлені рекомендації AIBA про включення жіночого боксу до програми Олімпійських ігор-2012.
У серпні 2009 року Виконком Міжнародного олімпійського комітету (МОК) ухвалив рішення включити жіночий бокс в програму Олімпіади-2012 в Лондоні. У рамках Олімпіади-2012 боксерські бої серед жінок пройдуть в трьох вагових категоріях: суперлегка вага (до 51 кг), легка вага (до 60 кг) і середня вага (до 75 кг).
Першим кваліфікаційним відбором у жінок-боксерів на Олімпійські ігри-2012 став чемпіонат світу, який пройшов в Барбадосі у вересні 2010 року.
Попередня спроба включити жіночий бокс в програму пекінської Олімпіади, здійснена в 2005 році, закінчилася невдачею. Тоді МОК визнав, що жіночий бокс ще не отримав достатнього поширення у світі.

## Правила та традиції жіночого боксу

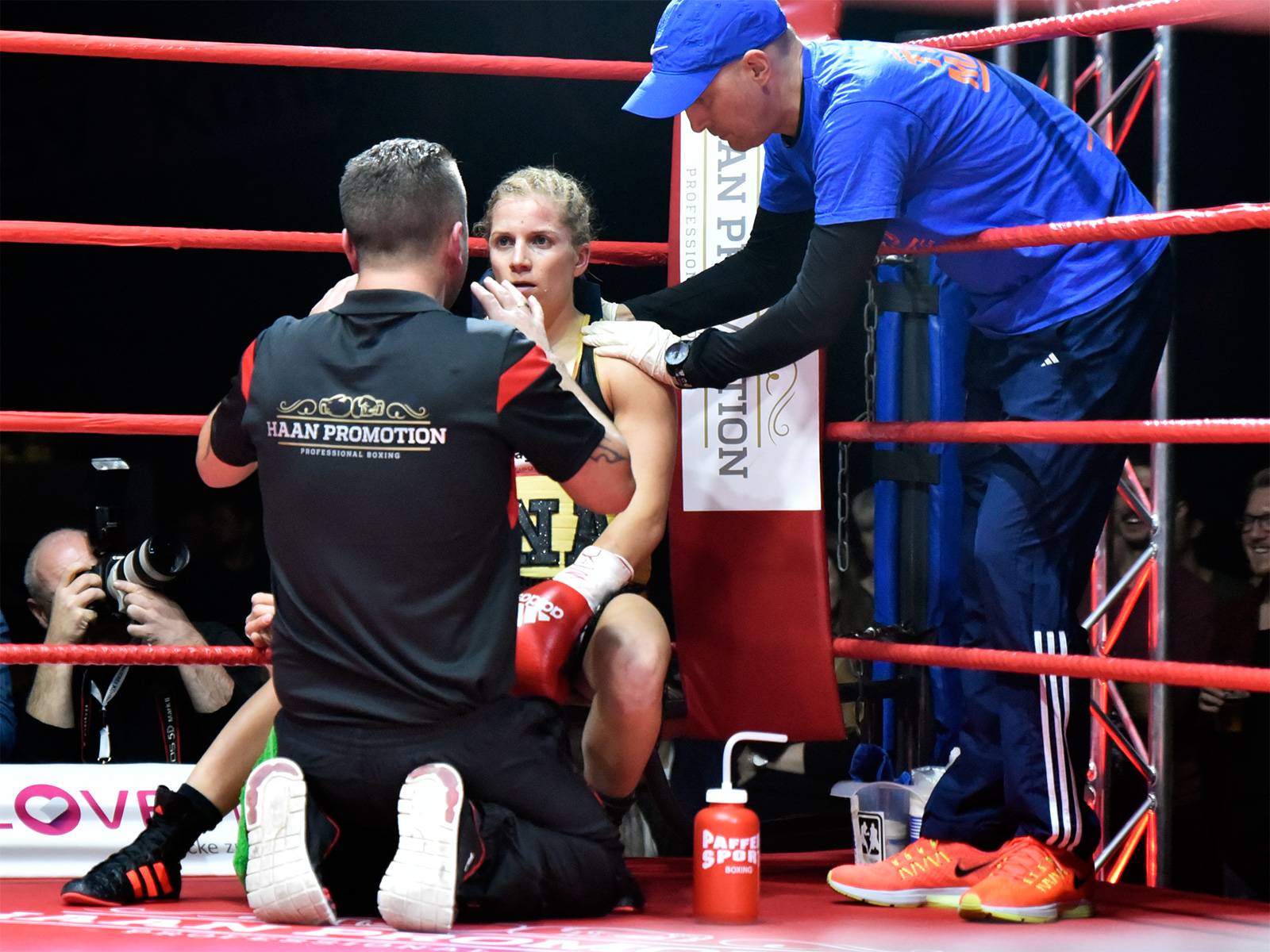
Боксерка Тіна Руппрехт отримує вказівки від тренера між раундами бою, 2017 рік.

Правила жіночого боксу переважно схожі з чоловічим. Одна з небагатьох істотних відмінностей полягає в тому, що обов'язковим елементом екіпіровки боксерш є майки і протектори, що захищають груди — спеціальні пластикові щитки. Це багато в чому визначає важливу технічну особливість жіночого боксу: тут більше ударів наноситься в голову і менше — у добре захищений корпус.
Кожний бій складається з кількох раундів (у професійному боксі, звичайно шести або десяти). Основна мета поєдинку — ударами рукавичкою «вище пояса» привести суперницю в стан, при якому вона не здатна продовжувати бій (чиста перемога). Якщо бій закінчився, і ніхто не отримав чистої перемоги, переможницею оголошується та, яка за час всього бою провела більшу кількість ударів, що досягли мети — «дозволених частин» тіла суперниці (перемога за очками). Рішення приймають бокові судді, їх зазвичай троє. Вердикт суддів іноді бувають неочікуваним для глядачів.
Чиста перемога досягається так:
- Збиття суперниці з ніг, при якому вона не здатна до рахунку «десять» підвестися і продовжити поєдинок або ж, не падаючи на ринг, перебувати протягом цього періоду в напівнепритомному стані — положення називається «нокаут» (KO, від англійського knock out — вибивати). Якщо збита з ніг боксерша зуміла вчасно піднятися, вона може продовжити поєдинок (тоді положення називається «нокдаун», від англійського knock down — збивати). B аматорському боксі це теоретично не знижує її шанси на перемогу.
- Нанесення суперниці травми, яка за рішенням судді (іноді із залученням лікаря) визнається небезпечною, що унеможливлює продовження бою, а травмованій боксерші присуджують поразку (у професійному боксі це називають технічним нокаутом — TKO). У жінок найпоширеніші кровотеча з носа, підбите око або сильний синець на вилиці.
- Досягнення повного домінування над суперницею, коли та практично перестає захищатися (чиста перемога за явною перевагою).
- Бої професіоналок триваліші (до 10 раундів); аматорки, що виступають в офіційних змаганнях, носять захисні шоломи. Тривалість одного раунду у жінок дві хвилини (проти трьох хвилин у чоловіків).
- У жіночому професійному боксі частіше, ніж у чоловіка, відбувається дострокова зупинка бою. Це пояснюється передусім малою кількістю кваліфікованих боксерш в ряді вагових категорій, особливо у важких, внаслідок чого трапляються поєдинки суперниць з різним рівнем підготовки. Інші причини — гірша, ніж у чоловіків, здатність «тримати удар», часта деморалізація в результаті видимої травми обличчя і, нарешті, ніжніша шкіра жінок.

## Виноски
1. ↑  Архівована копія. Архів оригіналу за 4 грудня 2009. Процитовано 2 січня 2010.{{cite web}}:  Обслуговування CS1: Сторінки з текстом «archived copy» як значення параметру title (посилання)